# Национальная библиотека Сингапура
Национальная библиотека Сингапура (англ. National Library of Singapore, кит. 国家图书馆, мал. Perpustakaan Negara, там. தேசிய நூலகம்) — крупнейшая библиотека Сингапура, которая объединяет научную библиотеку «Ли Конг Чан»( Lee Kong Chian Reference Library) и центральную публичную библиотеку (Central Public Library).

## История
История национальной библиотеки Сингапура начинается с основания первой публичной библиотеки по инициативе Стэмфорда Раффлза, основателя современного Сингапура. В 1887 году библиотека переехала в отдельное помещение, где стала частью Музея Раффлза. В 1960 году состоялся ещё один переезд на Стэмфорд Роуд; к этому времени библиотека стала носить название национальной. С обретением независимости и стремительным ростом населения возникла необходимость в создании филиалов библиотеки в пригородах. Эти филиалы не были самостоятельными заведениями и подчинялись главной Национальной библиотеке. В 2005 году библиотека переехала в новое 16-этажное здание, в котором были объединены фонды старой Национальной библиотеки (центральной публичной библиотеки) с фондами научной библиотеки «Ли Конг Чан», которая занимает этажи с 7-го по 13-й. Публичная библиотека расположена на первом этаже. На третьем, четвёртом и пятом этажах новой Национальной библиотеки расположен театр «Центр драмы» с залом на 600 мест.

## Публикации
Национальная библиотека выпускает следующие информационные бюллетени:
- Singapore National Bibliography (с 1967).
- Singapore Periodicals Index (1969 — 1970).
- Books about Singapore (с 1962).